# پرستش

آزادی پرستش اثر نورمن راکول

پرستیدَن یا پَرَستِش از دو بخش تشکیل شده‌است: بخش نخست آن پیشوند «پَر» به‌معنای «پیرامون (پیرا)» و «دُور»، و بخش دوم «استادن (ایستادن)» است. بر این اساس، پرستیدن به‌معنای دُور و اطراف چیزی ایستادن است.
«عبادت» معادل عربیِ پرستش، از ریشه «عَبَدَ» و به‌معنای پرستش و اطاعت خاشعانه و نهایت خضوع است. از ریشهٔ عبد دو مصدر عبودیت و عبادت مشتق شده‌است. این دو واژه در زبان‌های عبری و عربی کاربرد دارند و دارای معنی همسان‌اند.
عبادت، هماهنگ‌کردن همه حرکات و سکنات و حیات و ممات با خواسته‌های خداوند براساس نیت خالص است.
ابوعلی سینا گفته‌است: العباده هیَ غایه الخضوعِ و التّذلّل (عبادت نهایت خضوع و فروتنی است).
مرتضی مطهری در تعریف عبادت می‌گوید: پرستش آن حالتی است که در آن انسان یک توجهی می‌کند که از ناحیهٔ باطن خودش به آن حقیقتی که او را آفریده‌است و خودش را در قبضهٔ قدرت او می‌بیند، خودش را به او نیازمند و محتاج می‌بیند. درواقع، سیری است که انسان از خلق به‌سوی خالق می‌کند. این امر اساساً قطع‌نظر از فایده و اثری که داشته‌باشد، خودش یکی از نیازهای روحی بشر است.

## در ادیان ابراهیمی
عبادت و پرستش در سه دین ابراهیمی یهودیت، مسیحیت و اسلام به عنوان یک اصل جدایی ناپذیر برشمرده می‌شود که در هر سه دین به عنوان یکی از اولویت‌ها بر آن تأکید شده‌است. این تأکید به حدی است که در آرمان و هدف بعثت موسی آمده که او مأمور شده بنی‌اسرائیل را برای عبادت خداوند از مصر بیرون ببرد. قرآن نیز اولین دعوت محمد را دعوت به توحید، عبادت خدا و دوری از شرک ذکر می‌کند. ادا کردن عبادت در زندگی انسان با آغاز خلقت بوده به‌طوری‌که اولین عبادت به صورت قربانی در تورات و قرآن در مورد دو پسر آدم (قابیل و هابیل) ذکر شده‌است. عبادت در طول زمان، صورت‌های مختلفی به خود گرفته‌است.
عبادت به معنی اخص آن عبارت است از عبادات شریعت که در شریعت یهود، عمدتاً به قربانی، عشریه، روزه، اعیاد و نماز و در شریعت اسلامی مذهب اهل سنت عمدتاً به نماز، روزه، زکات و حج گفته می‌شود. ولی برای مذهب تشیع، علاوه بر اینها، ولایت امامان نیز از ارکان عبادت است.
پرستش آن عبادت عربی نیست، آن ستایش است.
پرستش = پرستیدن، پرستاری کردن، تیمار کردن، نگهداری کردن
نمونه از شاهنامه فردوسی:
هوشنگ پس از شناختن آتش می‌گوید:
بگفتا فروغیست این ایزدی (سخن از آتش ایزدی است)
پرستی باید، اگر بخردی (سخن از نگهداری آتش است نه آن‌که آن را عبادت کنند)
آتش‌پرستی آن نیست که کسی یا یک زرتشتی آتش را عبادت کند، آتش‌پرست آن است که آتش را با افزودن ناپاکی‌ها آن را آلوده نکند و از آن به درستی نگهداری کند. برای نمونه ساختن بمب و ابزار جنگی که آتش می‌زند و جان و خانماسوزی دارد نشان از نپرستیدن از آتش، پرستاری یا نگهبانی از آتش نیست، که تنها سودجویی است.
و باز از زبان رستم به کیخسرو:
خُنُک شهر ایران که تخت تو را (خوشا به مردم ایران که تخت تو را)
پرستند و بیدار بخت تو را (نگهداری کنند که بخت تو بیدار هست)
دوباره
چنین گفت رستم که با بخت تو
نترسد پرستنده ی تخت تو
نیاکان ما را پرستیده اید
بسی شور و تلخ جهان دیده‌اید
همیشه به یزدان ستایش کنید (همیشه ستاییدن «عبادت» پروردگار)
جهان آفرین را نیایش کنید (آن‌که جهان را آفرید «جهان آفرین» نیایش دعا کنید)

## پرستش دریهودیت
عبادت از منظر کتب عهد قدیم، اطاعت کامل و محض خداوند می‌باشد چنانچه در «اول تواریخ» آمده:
حال ای پسر من سلیمان، بکوش تا خدای اجداد خود را بشناسی و با تمام دل و جان او را بپرستی و خدمت کنی. خداوند تمام دل‌ها را می‌بیند و هر فکری را می‌داند. اگر در جستجوی خداباشی، او را خواهی یافت، ولی اگر از او برگردی، تو را تا ابد طرد خواهد کرد.
در مزامیر نیز آمده‌است که:
خداوند را با تمام دل خود، در مجلس راستان و میان قوم او ستایش خواهم کرد.
اطاعت در عهد قدیم شامل اطاعتی می‌شود که از روی میل و رغبت است. و عبادت مختص خداوند بوده و برای غیر خدا سزاوار نمی‌باشد و تنها اوست که شایسته عبادت است. در یهودیت حتی جنگ هم در راستای عهد خداوند عبادت است. در یهودیت آمده‌است: خداوند، جان پناه من است، او صخره من است و مرا نجات می‌بخشد. خدایم صخره محکمی است که به آن پناه می‌برم. او هم‌چون سپر از من محافظت می‌کند. به من پناه می‌دهد و با قدرتش مرا می‌رهاند. او را به کمک خواهم طلبید و از جنگ دشمنان رهائی خواهم یافت. ای خداوند بزرگ تو شایسته پرستش هستی. (مزامیر ۱۸:۲–۳)

## پرستش درمسیحیت
خداوند، در یهودیت خدائی است مهربان و بخشنده که پناهگاه و محل انس و امنیت است برای مردم زمانه، و همه چیز با او معنا پیدا می‌کند، امّا در عهد جدید خداوند معنای عمیقتر و باشکوه‌تر دارد. از دیدگاه مسیح خداوند را باید با تمام قلب و جان دوست بدارید و این اولین و مهم‌ترین دستور خدا است. ایمان و عبادت در مسیحیت به دو معنای دوست داشتن خداوند با تمام قلب و جان و محبت و خدمت به مردم به کار رفته‌است. امّا در مسیحیت از آن‌جایی که باور عهد جدید بر آن است که عیسی پسر خداوند است، عبادت هم شامل خداوند آسمانی می‌شود و هم خداوندی که جسم شد؛ یعنی مسیح. پس پرستش و عبادت خداوند، بدون اطاعت و پرستش مسیح غیرممکن است.
مسیح چهره دیدنی خدای نادیده‌است. او فرزند خداست و بر تمام موجودات برتری دارد. در واقع هستی به وسیله عیسی مسیح به وجود آمده‌است …
(کولسیان ۱:۱۵–۱۹)

## پرستش دراسلام

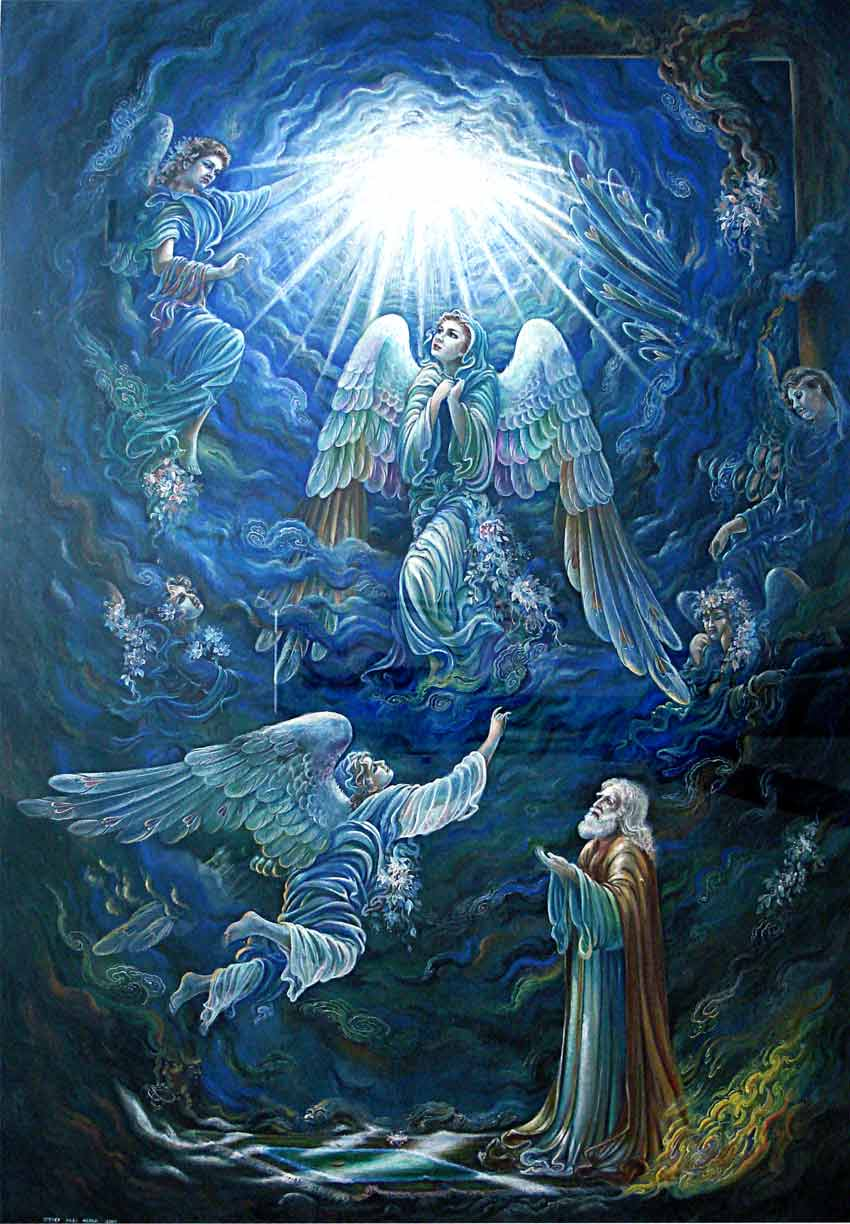
آتش - اثر: یوسف عبدی نژاد موضوع: نماز

روش‌های صحیح و کاربردی عربی نشان می‌دهند که عبادت، نوعی از خضوع در نهایت درجه آن و ناشی از دریافت قلبی نسبت به عظمت و سلطه معبود است. برای عبادت دو چیز لازم است:
اول: پایبندی به آنچه خداوند به صورت امر و نهی و حلال و حرام تشریع نموده و توسط پیامبران ابلاغ گردیده‌است. این امر به عنصر اطاعت و خضوع در برابر خدا عینیت می‌بخشد. کسی که از پذیرش فرمان خدا سرپیچی کند و از پیروی راه و پایبندی به شریعت او استکبار ورزد، بنده و پرستش‌کننده خدانیست؛ هر چند او را خالق و روزی دهنده خود بداند و بدین امر اعتراف کند، چنانچه مشرکان عرب هم چنین ادعایی داشتند.
دوم: پایبندی او، از دل سرشار از محبت خدا برخیزد؛ زیرا در هستی، چیزی دوست داشتنی‌تر از خدا وجود ندارد. برای اینکه او صاحب فضل و احسان است و انسان را که چیزی نبود به وجود آورد و آفرید. اساس محبت خداوند متعال، آگاهی از فضل، نعمت، نیکی، رحمت، احساس جمال و کمال اوست. اگر کسی احسان را دوست دارد، صاحب احسان اوست و اگر زیبائی را دوست دارد، مصدر زیبائی اوست و اگر کسی طالب کمال است، کمال حقیقی اوست و اگر کسی خود را دوست دارد، بداند که آفریننده و پدید آورنده‌اش خداوند می‌باشد. کسی که خدا را بشناسد، او را دوست دارد و به اندازه درجه شناخت خویش، نسبت به او محبت پیدا می‌کند. به همین دلیل محبت محمد نسبت به خداوند، از همه بیشتر بود؛ زیرا معرفت بالاتری نسبت به خدا داشت.
به‌طور کلی و به صورت اجمالی در قرآن عبادت به صورت‌های مختلف تعریف شده‌است که سه صورت از آن‌ها عبارت‌اند از:
۱- خضوع و کرنش که از اعتقاد به الوهیت و معبود سرچشمه گرفته باشد. دلیل این معنا آیاتی است که به عبادت خداوند امر می‌کند و انسان‌ها را از عبادت غیر او نهی می‌کند و به این دلیل هیچ‌الهی و ربّی غیر خداوند وجود ندارد:
«یاقَومِ آعبُدُوا آلله مَالَکُم مِن إله غَیرُهُ» (سوره اعراف: ۵۹)
۲- خضوع و کرنش در مقابل واجب‌الوجودی که او را «رب» می‌دانیم و شأنی از شئون وجود و زندگی خود را در دنیا و آخرت در اختیار او می‌شماریم؛ چه امور معنوی مانند عزت و پیروزی در دنیا و چه در امور معنوی مانند آمرزش گناهان. رب کسی است که زمام امور را در کف دارد و عهده‌دار تدبیر و تربیت اوست؛ بنابراین عبادت معبود به خاطر ربوبیت اوست.
شاهد این سخنان آیاتی است که دلیل منحصر بودن عبادت به خداوند را یگانگی او در ربوبیت می‌داند:
و قالَ المسیحُ یا بنی اسرائیلَ اعبدوالله رَبّی و رَبَّکُم/ إِنَّ هذِهِ
اُمَّتُکُم أَمَّهً و احِدهً وأَنَا رَبُّکم فَاعبُدُنِ.
(انبیا:۹۲ / مائده:۷۲)
۳- خضوع و کرنش در برابر کسی است که او را عالم، یا موجودی که امور هستی به او واگذار شده، می‌دانیم؛ حال چه امور تکوینی مانند خلق، رزق، زنده کردن و می‌راندن به او واگذار شده وچه امور تشریعی مانند قانونگذاری شفاعت و مغفرت. انحصار عبادت در خدا، تعهد دیرینه‌ای است که خداوند از نوع انسان گرفته‌است. این پیمان با قلم قدرت خداوندی در فطرت بشری نقش بسته و در طبع اصیل انسان کاشته شده‌است.
وِ اذُا اَخَذَ رَبُّک مِن بَنی آدَمَ مِن ظُهُورِهِم ذُرَّیتَهُم و اَشهَدَهُم عَلی اَنفُسِهِم اَلَسنتُ بَرّبکُم قالُوا بَلی شِهدنَا اَن تَقُولُوا یومَ آلقیامَهِ انُّا کُنُّاعَن هَذا غافلینَ* او تقُولُوا انَّما اشرَکَ آبَاوُنا مِن قَبلُ و کُنَّا ذُرَّیهً مِن بَعدِهِم اَفَتُهلِکُنَا بِما فَعَلَ آلُمبطِلُونَ. (سوره اعراف ۱۷۲–۱۷۳)
بنابراین بزرگ‌ترین هدف بعثت، فرستادن رسولان و فرود آمدن کتابهای مقدس، یادآوری این پیمان دیرینه به مردم، پاک کردن غبار فراموشی، شرک یا تقلید از روی فطرت باشد و نخستین دعوت و رهنمود پیامبران این باشد که
آعبُدُوالله مالَکُم مِن اِله غَیرُهُ (خداوند را بپرستید که غیر از او برای شما ایزدی نیست)(سوره اعراف:۵۹)
نوح، هود، صالح، ابراهیم، لوط، شعیب و هر پیامبری که به سوی قوم دروغگو و گمراهی انتخاب شدند، همین دعوت را فریاد زدند و به قوم خود اعلام داشته‌اند که: خداوند می‌فرماید «ما هیچ رسولی را به رسالت نفرستادیم مگر آنکه به او وحی کردیم که به جز من خدایی نیست تنها مرا به یکتایی پرستش کنید و بس.» (سوره انبیاء:۲۵)
دامنه عبادات اسلام شامل تمام اعمال آدمی می‌باشد به شرط آنکه به قصد و نیت خداوند انجام شود. در واقع دامنه عبادت در اسلام، تمامی دین و زندگی انسان است و تمام وجود انسان را خدا فرا می‌گیرد. به‌طور کلی بر اساس تعالیم اسلام خداوند انس و جن را برای این آفریده که تنها او را عبادت کنند و در مقابل او سجده کنند و فرمان و امر خداوند را قبول کرده و اجرا نمایند همان‌طور که در سوره ذاریات آیه ۵۶ به آن اشاره شده‌است: «وَ مَا خَلَقتَ الجِنَّ وَ الانسَ الَّاِلیعبدُونِ» (جن و انسان را تنها برای پرستش آفریدیم)
جوادی آملی از علمای تشیع در این مورد می‌گوید:
قرآن کریم در تبیین رابطه عبد و عبادت، عبادت را هدف آفرینش او می‌داند. انسان همانند هسته‌ای است که هدف متوسط آن درخت شدن و هدف بالاتر آن به بار نشستن است و هدف‌های دیگری نیز در پیش دارد. امّا هدف اصلی و برتر از عبادت رسیدن به یقین است، همانگونه که در آیه ۹۹ از سوره حجر می‌فرماید:
واعبد ربک حتی یاتیک الیقین (و پروردگارت را پرستش کن تا به یقین بررسی) (سوره حجر:۹۹)

### اقسام عبادات
عبادات اعمالی هستند که بقصد قربت برای خداوند انجام می‌گردد عبادات واجب درفقه شیعه ۱۰ گونه است.
نماز-روزه-خمس-زکات-حج-جهاد-امر به معروف و نهی از منکر-تولی و تبری

## نگرش‌های ناهمگون
ادیان یهودیت و اسلام و مسیحیت یا به عبارت دیگر، عهد عتیق، عهد جدید و قرآن کریم، در این که، عبادت اطاعت کامل و محض و از روی میل و رغبت در مقابل خداوند در کلیه امور است، با هم اشتراک دارند و هر سه کتاب، عبادت را منحصر در خداوند می‌دانند.
امّا مفهوم عبادت در مسیحیت با مفهوم یهودیت و اسلام کاملاً متفاوت است. در مسیحیت، شخص مسیح که خود، پسر خدا، متأثر از روح القدس و تجسم خداوند است در جسم، مسیر عبادت می‌شود و راه رسیدن به حقیقت نوعی جا پای عیسی گذاشتن است و رفتن و اقتدا به مسیح است، و حقیقت در نزدیک شدن هر چه بیشتر به مسیح کسب می‌شود. چنان‌که در انجیل آمده‌است: «و عیسی گفت: و من راه، راستی و حقیقت هستم. کسی نمی‌تواند پدر را بیابد جز به واسطه من»
در مسیحیت هم‌چنین بر خلاف اسلام و یهودیت، عبادت به زبانی خاص صورت نمی‌گیرد. بلکه تأکید خداوند در انجیل بر آن است که هر قوم و زبانی به زبان خود با او گفتگو کنند. در همین راستا انجیل نیز به زبان‌های مختلف دنیا ترجمه می‌شود و هر نژادی به زبان مادری خود به مطالعه آن می‌پردازد.
در اسلام عبادت همراه با آداب و مناسک خاص مبتنی بر شریعت است، و تخطّی از قوانین شریعت مساوی با دور شدن از حقیقت است.

## پرستش افراد
در کشور هند، پرستش سیاست‌مداران، ستاره‌های سینما یا بازیکنان کریکت معمول است.